# Buró Editora
Buró Editora, antes conhecida com RedBox Editora é um editora brasileira de jogos de RPG, responsável pela criação e publicação do jogo Old Dragon e publicação em língua portuguesa de diversos jogos.
A empresa foi fundada em 2011 com o objetivo de publicar e produzir material de jogo para o recém lançado Old Dragon, com o crescimento das vendas do seu produto principal iniciou a diversificação investindo em publicação em língua portuguesa de jogos estrangeiros no Brasil. O primeiro lançamento desta nova fase foi o RPG Shotgun Diaries..
A sede da editora atualmente é localizada na cidade do Rio de Janeiro, onde em 2014 foi inaugurada uma loja física especializada em jogos de RPG, jogos de tabuleiro e card games.
A editora possui também uma loja online onde podem ser encontrados não só seus próprios produtos mas também diversos outros publicados por outras editoras e autores independentes.